# جان كروس
جان كروس (بالإستونية: Jaan Kross)‏ (19 فبراير 1920، تالين في إستونيا - 27 ديسمبر 2007، تالين في إستونيا)؛ كاتِب، سيناريست، سياسي، مترجم وروائي إستوني-سوفيتي. درس في جامعة تارتو.

## الجوائز
- وسام شارة الشرف

## روابط خارجية
- جان كروس على موقع IMDb (الإنجليزية)
- جان كروس على موقع مونزينجر (الألمانية)
- جان كروس على موقع ميوزك برينز (الإنجليزية)
- جان كروس على موقع ديسكوغز (الإنجليزية)
- جان كروس على موقع قاعدة بيانات الفيلم (الإنجليزية)